# Ptilinopus purpuratus
El tilopo de las Sociedad, tilopo de Sociedad o tilopo de Tahití (Ptilinopus purpuratus) es una especie de ave columbiforme de la familia Columbidae endémica de las islas de la Sociedad, en la Polinesia Francesa.  

## Distribución y hábitat
Se encuentra únicamente en las islas Moorea y Tahití, en el este del archipiélago de las islas de la Sociedad. Su hábitat natural son las selvas húmedas tropicales isleñas.